# Sexsomni
Sexsomni er en ikke særligt udbredt søvnlidelse, der hovedsageligt rammer mænd, og kan kort beskrives som at have seksuelle udfoldelser i søvne.
Lidelsen hører under den gruppe af søvnforstyrrelser, der bliver kaldt parasomnia og omfatter søvngængeri, søvnapnø, mareridt, sengevædning og blev første gang beskrevet af canadiske forskere i 1996. Lidelsen varierer meget, det kan være et gennemført samleje, men kan også bare være stønnen, samlejebevægelser, befamlinger eller onani. De seksuelle udfoldelser kan enten foregå på egen krop eller en andens. Siden 1996, hvor forskere for første gang beskrev lidelsen, er der dokumenteret så mange tilfælde, at forskere foreslår, at den betegnes som en lidelse. Det er en instinktiv handling, og folk er ikke ved bevidsthed, mens handlingerne står på. Den 10. april 2013 blev en dansk mand for første gang frikendt for voldtægtsforsøg/sexkrænkelser mod to piger, fordi han led af sexsomni.
D. 19. februar 2025 afgjorde den danske højesteret to separate, ankede voldtægtssager (sag 57/2024 og sag 58/2024), begge med påstande om frifindelse af de tiltalte mænd, grundet sexsomni. Højesteret fandt, på baggrund af lægelige udtalelser i sagerne i landsretten, der sidestillede tilstanden i hvilken voldtægterne blev begået (sexsomni), med sindssygdom, at voldtægterne ikke kunne tilregnes de tiltalte som forsætlige. Højesteret frifandt på den baggrund begge mænd for voldtægtstiltalerne imod dem.